# Vainu (Sonda)
Vainu – wieś w Estonii, w prowincji Virumaa Wschodnia, w gminie Sonda.